# Pinarocorys

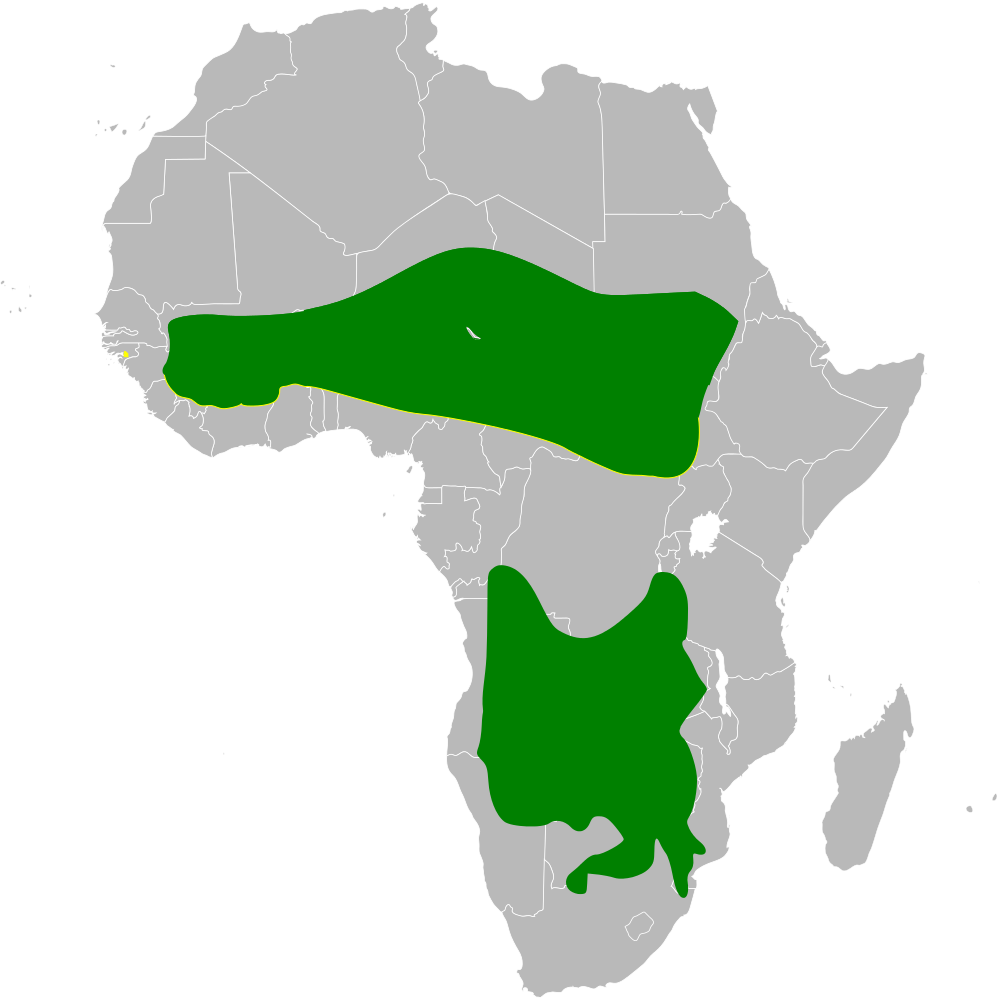
Verbreitungskarte der Gattung Pinarocorys

 Pinarocorys ist eine Gattung der Lerchen. Eine deutsche Bezeichnung hat sich für diese Gattung bislang nicht eingebürgert. Es werden zwei Arten dieser Gattung zugerechnet. Beide Arten werden von der IUCN als nicht gefährdet (least concern) eingestuft.

## Merkmale
Die zwei Arten der Gattung Pinarocorys sind mittelgroße bis große Lerchen. Die Schnäbel sind kräftiger und mittellang. Die Nasenlöcher sind nicht mit kleinen Federchen bedeckt, wie dies auch bei den Lerchengattungen Mirafra, Certhilauda und Alaemon der Fall ist. Die Flügel sind lang und deutlich zugespitzt: Die zehnte (innerste) Handschwinge ist klein, aber deutlich sichtbar. Die Hinterkralle ist nur geringfügig gebogen und etwa so lang wie die Hinterzehe.
Beide Arten erinnern in ihrem Körperbau an Drosseln. Die Drossellerche kann in ihrem Verbreitungsgebiet sogar mit der Akaziendrossel verwechselt werden.

## Arten
Es werden zwei Arten unterschieden. Nur für die Drossellerche werden auch Unterarten anerkannt:
- Drossellerche (Pinarocorys nigricans (Sundevall, 1850))
  -  Pinarocorys nigricans nigricans (Sundevall, 1850) – Brutvorkommen vom Südosten der Demokratischen Republik Kongo, dem Nordwesten Sambias bis in den Südwesten von Tansania.
  -  Pinarocorys nigricans occidentis Clancey, 1968 – Brutvorkommen vom Südwesten der Demokratischen Republik Kongo bis in den Norden von Angola
- Rotbürzellerche (Pinarocorys erythropygia (Strickland, 1852))

## Lebensweise
Wie alle Lerchen sind auch die Pinarocorys-Arten Bodenbrüter. Die Nahrung besteht aus Insekten und Sämereien.

## Einzelbelege
1. ↑  Pinarocorys nigricans in der Roten Liste gefährdeter Arten der IUCN 2016. Eingestellt von: BirdLife International, 2016. Abgerufen am 5. März 2017.
2. ↑  Pinarocorys erythropygia in der Roten Liste gefährdeter Arten der IUCN 2016. Eingestellt von: BirdLife International, 2016. Abgerufen am 5. März 2017.
3. ↑  IOC World Bird List 6.4. In: IOC World Bird List Datasets. doi:10.14344/ioc.ml.6.4 (englisch, worldbirdnames.org).